# 대한민국 형사소송법 제249조
대한민국 형사소송법 제415조는 재항고에 대한 형사소송법의 조문이다.

## 조문
제249조(공소시효의 기간) ① 공소시효는 다음 기간의 경과로 완성한다. <개정 1973.1.25, 2007.12.21>
1. 사형에 해당하는 범죄에는 25년
2. 무기징역 또는 무기금고에 해당하는 범죄에는 15년
3. 장기 10년 이상의 징역 또는 금고에 해당하는 범죄에는 10년
4. 장기 10년 미만의 징역 또는 금고에 해당하는 범죄에는 7년
5. 장기 5년 미만의 징역 또는 금고, 장기10년 이상의 자격정지 또는 벌금에 해당하는 범죄에는 5년
6. 장기 5년 이상의 자격정지에 해당하는 범죄에는 3년
7. 장기 5년 미만의 자격정지, 구류, 과료 또는 몰수에 해당하는 범죄에는 1년
②공소가 제기된 범죄는 판결의 확정이 없이 공소를 제기한 때로부터 25년을 경과하면 공소시효가 완성한 것으로 간주한다.  <신설 1961.9.1., 2007.12.21.>

第249條(公訴時效의 期間) ① 公訴時效는 다음 期間의 經過로 完成한다.  <개정 1973.1.25., 2007.12.21.>

 1. 死刑에 該當하는 犯罪에는 25년
2. 無期懲役 또는 無期禁錮에 該當하는 犯罪에는 15년
3. 長期 10年 以上의 懲役 또는 禁錮에 該當하는 犯罪에는 10년
4. 長期 10年 未滿의 懲役 또는 禁錮에 該當하는 犯罪에는 7년
5. 長期 5年 未滿의 懲役 또는 禁錮, 長期10年 以上의 資格停止 또는 벌금에 해당하는 범죄에는 5년
6. 長期 5年 以上의 資格停止에 該當하는 犯罪에는 3년
7. 長期 5年 未滿의 資格停止, 구류, 科料 또는 沒收에 該當하는 犯罪에는 1年
②公訴가 提起된 犯罪는 判決의 確定이 없이 公訴를 提起한 때로부터 25년을 經過하면 公訴時效가 完成한 것으로 看做한다. <新設 1961.9.1., 2007.12.21.>

## 참고 문헌
- 손동권 신이철, 새로운 형사소송법(초판, 2013), 세창, 2013. ISBN 9788984114081